# Бъди Гай
Джордж „Бъди“ Гай (на английски: George „Buddy“ Guy; р. 30 юли 1936 г.) е американски блус музикант, китарист, композитор и певец. Започва музикалната си кариера през 50-те в родния си щат Луизиана. През 1957 г. се премества в Чикаго и попада под влиянието на Мъди Уотърс. Считан е за един от пионерите на чикагския блус с особено голямо влияние върху много други китаристи, сред които Ерик Клептън, Джими Хендрикс, Джеф Бек, Джими Пейдж. Гай е известен и с концертните си изпълнения, на които свири с палки за барабани и се разхожда из публиката по време на соло. Списание Ролинг Стоун го поставя на 30-о място в класацията си „100-те най-велики китаристи на всички времена“.

## Биография
Роден и израснал в Летсуърт, Луизиана, Гай започва да се учи да свири на двуструнен дидли боу, който си е направил сам. По-късно получава акустична китара марка Harmony, която години след това дарява на Рокендрол залата на славата. В началото на 50-те години започва да свири с различни групи в Батън Руж. През 1957 г. се мести в Чикаго, където скоро попада под влиянието на Мъди Уотърс. През 1958 г. надпреварата със западните слайд китаристи Меджик Сам и Отис Ръш му осигурява договор с Dellmark Records. През 1965 и 1966 г. записва с Джуниър Уелс под псевдонима Френдли Чап.
Проблеми с Чес забавят развитието на музиканта – между 1959 и 1968 г., те отказват да издават записи с новото му звучене, наподобяващо това от концертните му изпълнения. В началото на 60-те Чес се опитват да запишат Гай като соли изпълнител на Р&Б балади, джаз инструментали и соул и танцувални мелодии, но нито един от тези опити не е издаден като сингъл. Така единствения албум на Бъди Гай издаден от Чес рекърдс е „I Left My Blues in San Francisco“, който излиза през 1967 г. Повечето от песните в него са повлияни от доминиращото по това време соул звучене, с оркестрации на Джийн Бардж и Чарли Степни. Чес използват Гай предимно като сешън китарист за Мъди Уотърс, Хаулин Уулф, Литъл Уолтър, Сони Бой Уилямсън II, Коко Тейлър и други.
Концертно изпълнение на Бъди Гай от април 1969 е включено в документалния филм „Супершоу“, в който участват още Ерик Клептън, Лед Цепелин, Джак Брус, Стивън Стилс, Бъди Майлс, Глен Кембъл, Роланд Кърк, Джон Хисман и The Misunderstood.
В края на 60-те кариерата на Гай е в застой. Хеви и блус-рок сцените, които той е вдъхновил се развиват без него. Налага му се да изтърпи пренебрежението, с което се сблъскват много блус и рок музиканти в кариерата си. Въпреки това в същия период Гай свири с Джими Хендрикс. Като пионери те са пренебрегвани, докато по същото време техните „създания“ печелят слава, признание и богатство.
Кариерата на Гай отново поема нагоре по време на възраждането на блус в края на 80-те и началото на 90-те. Започва се с поканата от страна на Клептън Гай да стане част от състава за „24 нощи“ в лондонската Роял Албърт Хол и последващия договор на Гай със Silvertone Records. През първото десетилетие на новия век популярността му не намалява. Доказателство за това са участията му на фестивалите Crossroads, организиран от Ерик Клептън.

## Влияние
Вече 50 години Бъди Гай изпълнява пищни концерти енергичен блус и блус рок, предхождащи блус рока от 60-те. Казват, че той е моста между блуса и рокендрола, че е връзката между пионерите на чикагския блус Мъди Уотърс и Хаулин Уулф и новата вълна музиканти като Ерик Клептън, Джеф Бек, Джими Хендрикс и Джими Пейдж както и към по-късните като Стиви Рей Вон. Вон заявява, че „без Бъди Гай, нямаше да има Стиви Рей Вон“.
Освен това новите китарни техники на Гай допринасят в голяма степен за развитието на рок музиката. Свиренето на Гай е шумно и агресивно; използва новите дисторшън и фийдбек техники; включва по-дълги сола; прави смени на силата на звука и структурата; и е подтикван за това от емоцията и импулса. Тези елементи са бързо изучени от новата вълна британски музиканти от 60-те и стават основни за блус рок музиката и нейните производни хардрока и хевиметъла. Джеф Бек вижда това още в ранните 60-те: "Не знаех, че един Страт може да звучи така, докато не чух песните на Бъди от „Blues From Big Bill's Copa Cabana“ (преиздадени през 1963 г. в „Folk Festival Of The Blues“). Манията на Бъди за сола. Те разчупиха всички граници. Те не бяха ограничени до 3-минутния поп формат, а бяха дълги и наистина развити".
Клептън признава, че идеята за блус рок трио му е дошла на ум, докато гледал триото на Бъди Гай в Лондон през 1965 г. Бъди Гай бе за мен това, което беше Елвис за останалите". През 1985 г. Клептън заявява пред списание „Мюзишън“, че „Бъди Гай е без съмнение най-добрия жив китарист... начинът му на свирене е отвъд всичко. Абсолютна свобода на духа, предполагам... Той наистина промени насоката на рокендрол блуса“.
Гай си спомня: "С Ерик Клептън сме най-добри приятели и аз харесах „Strange Brew“ и докато си седяхме и пийвахме един ден му казах "Човече, твоята „Strange Brew“... направо ме размаза с тези ноти". А той отвърна „Би трябвало, защото това са твоите ноти“. Веднага след завършването на „Layla and Other Assorted Love Songs“ през октомври 1971 г. Клептън ко-продуцира (заедно е Ахмед Ертегюн и Том Доуд) албума „Buddy Guy & Junior Wells Play The Blues“. Той е издаден през 1972 г. и е считан от някои критици за един от най-добрите електрически блус албуми.
Като признание за влиянието на Гай върху Джими Хендрикс, семейство Хендрикс кани Гай да оглави „комисията“ за избор на участници в няколко възпоменателни концерта за Хендрикс. Самият Хендрикс казва „Раят е да лежиш в краката на Бъди Гай и да слушаш китарата му“.
Песни като „Red House“, „Voodoo Chile“ and „Voodoo Child (Slight Return)“ идват от части от звуковия свят, който Гай помага да се създаде. Според Клуба на Фендер музкантите: „Почти десет години преди Джими Хендрикс да електрифицира рока с високоволтажния си вуду блус, Бъди Гай смайваше всички собственици на джук джойнт в Батън Руж със своята собствена марка високооктавен блус. За ирония на съдбата, когато техниката и представянето на Бъди стават известни на публиката в края на 60-те, тя е погрешно счетена за имитация на Хендрикс“.
Стиви Рей Вон: „Бъди може да отиде от един край на звучене до съвсем противоположен. Той може да свири по-тихо от всеки, когото съм чувал и по-диво и силно от всеки, когото съм чувал. Аз често свиря доста силно, но тоновете на Бъди са невероятни... той изважда такава силна емоция от толкова малко звук. Бъди просто има едно страхотно чувство за всичко, което прави. А когато пее всичко това е смесено. Момичета падат и умират! От време на време имам възможност да свиря с Бъди и всеки път ме спипва, защото може да се опитваме да стигнем до Марс на китари, но тогава той започва да пее, пее няколко стиха, и лед това поставя микрофона пред мен! Какво ще направиш? Какво да направи човек?!“
Джеф Бек потвърждава: „Боже, не може да забравиш Бъди Гай. Той издига блуса до ниво, в което започва да се превръща в театър. Това е висше изкуство, вид драма, когато свири. Той свиреше зад главата си дълго преди Хендрикс. Веднъж го видях да хвърля китарата си във въздуха и я хвана на същия акорд“.
Гай е в комисията на 6-ите и 8-ите годишни награди Индепендант, раздавани в подкрепа на независими изпълнители.

## Награди
Гай е участвал в комитета по номинациите за Залата на блус славата. Спечелил е шест награди Грами за електрическата и за акустичната си китара, както и за традиционен и за съвременен блус. През 2003 г. е награден с Националния медал за изкуства (дава се от президента на САЩ на тези, които имат принос за създаването, израстването и подкрепата на изкуствата в щатите). До 2004 г. Гай е спечелил и 23 Блус награди (повече от всеки друг), наградата Сенчъти на списание Билборд (той е вторият носител на тази награда) за изключителни артистични достижения, както и титлата Най-велики жив електрически блус китарист. Гай е въведен в Рокендрол залата на славата на 14 март 2005 г. от Ерик Клептън и Б.Б. Кинг. През 2008 г. е въведен в Залата на музикалната слава на Луизиана.

## Дискография
| Албум                                                       | Година | Лейбъл                       | Бележки                                                                          |
| ----------------------------------------------------------- | ------ | ---------------------------- | -------------------------------------------------------------------------------- |
| Hoodoo Man Blues                                            | 1965   | Delmark                      | с групата на Джуниър Уелс                                                        |
| Chicago/The Blues/Today! vol. 1                             | 1966   | Vanguard                     | с групата на Джуниър Уелс                                                        |
| It’s my Life, Baby!                                         | 1966   | Vanguard                     | с групата на Джуниър Уелс                                                        |
| I Left My Blues in San Francisco                            | 1967   | Chess                        |                                                                                  |
| Berlin festival – Guitar Workshop                           | 1967   | MPS                          |                                                                                  |
| A Man and the Blues                                         | 1968   | Vanguard                     |                                                                                  |
| Coming At You                                               | 1968   | Vanguard                     |                                                                                  |
| Blues Today                                                 | 1968   | Vanguard                     |                                                                                  |
| This Is Buddy Guy (live)                                    | 1968   | Vanguard                     |                                                                                  |
| Hot And Cool                                                | 1969   | Vanguard                     |                                                                                  |
| First Time I Met the Blues-Python                           | 1969   |                              |                                                                                  |
| Buddy and the Juniors                                       | 1970   | MCA                          | с Джуниър Менс & Джуниър Уелс                                                    |
| Buddy & Junior Mance & Junior Wells                         | 1971   | Harvest (UK)                 | Британско издание на „Buddy and the Juniors“                                     |
| South Side Blues Jam                                        | 1970   | Delmark                      | с Джуниър Уелс и Отис Спан                                                       |
| In The Beginning                                            | 1971   | Red Lightnin’                |                                                                                  |
| Play The Blues                                              | 1972   | Rhino                        | с Джуниър Уелс                                                                   |
| Hold That Plane!                                            | 1972   | Vanguard                     |                                                                                  |
| I Was Walking Through the Woods                             | 1974   | Chess                        | записан в периода 1960 – 64                                                      |
| Got to Use Your Head                                        | 1979   | Blues Ball                   |                                                                                  |
| The Dollar Done Fell                                        | 1980   | JSP                          |                                                                                  |
| Stone Crazy!                                                | 1981   | Alligator                    |                                                                                  |
| Alone & Acoustic                                            | 1981   | Alligator                    | с Джуниър Уелс, издаден само във Франция                                         |
| Drinkin' TNT 'n' Smokin' Dynamite (live)                    | 1982   | Blind Pig                    | записан през 1974 на Монтрьо джаз фест                                           |
| DJ Play My Blues                                            | 1982   | JSP                          |                                                                                  |
| Buddy Guy                                                   | 1983   | Chess                        |                                                                                  |
| The Original Blues Brothers (live)                          | 1983   | Blue Moon                    |                                                                                  |
| Ten Blue Fingers                                            | 1985   | JSP Records                  |                                                                                  |
| Atlantic Blues: Chicago                                     | 1986   | Atlantic                     |                                                                                  |
| Chess Masters                                               | 1987   | Charly                       |                                                                                  |
| Live at the Checkerboard Lounge, Chicago-1979               | 1988   | JSP Records                  |                                                                                  |
| Breaking Out                                                | 1988   | JSP Records                  |                                                                                  |
| I Ain’t Got No Money                                        | 1989   | Flyright                     |                                                                                  |
| Alone & Acoustic                                            | 1991   | Alligator                    | преиздаден, записан през 1981 с Джуниър Уелс                                     |
| Damn Right, I've Got the Blues                              | 1991   | Silvertone/BMG               |                                                                                  |
| Buddy's Baddest: The Best of Buddy Guy                      | 1991   | Silvertone                   |                                                                                  |
| My Time After Awhile                                        | 1992   | Vanguard                     |                                                                                  |
| The Very Best of Buddy Guy                                  | 1992   | Rhino/WEA                    |                                                                                  |
| The Complete Chess Studio Recordings                        | 1992   | Chess                        | 2 CD, 1960 – 67                                                                  |
| Live at Montreaux                                           | 1992   | Evidence                     | с Джуниър Уелс                                                                   |
| Feels Like Rain                                             | 1993   | Silvertone                   |                                                                                  |
| Slippin' In                                                 | 1994   | Silvertone                   |                                                                                  |
| Live: The Real Deal                                         | 1996   | Silvertone                   |                                                                                  |
| Buddy's Blues                                               | 1997   | Chess „Chess Masters“        |                                                                                  |
| Buddy’s Blues 1978 – 1982: The Best of the JSP Recordings   | 1998   | JSP Records                  |                                                                                  |
| As Good As It Gets                                          | 1998   | Vanguard                     |                                                                                  |
| Heavy Love                                                  | 1998   | Silvertone                   |                                                                                  |
| Last Time Around – Live at Legends                          | 1998   | Jive                         | с Джуниър Уелс                                                                   |
| This Is Buddy Guy                                           | 1998   | VMD                          |                                                                                  |
| Blues Master                                                | 1998   | Vanguard                     |                                                                                  |
| Buddy’s Baddest: The Best of Buddy Guy                      | 1999   | Silvertone                   |                                                                                  |
| The Complete Vanguard Recordings                            | 2000   | Vanguard                     |                                                                                  |
| Every Day I Have the Blues                                  | 2000   | Purple Pyramid               | с Джуниър Уелс                                                                   |
| 20th Century Masters: The Millennium: The Best of Buddy Guy | 2001   | MCA                          |                                                                                  |
| Sweet Tea                                                   | 2001   | Jive                         |                                                                                  |
| Double Dynamite                                             | 2001   | AIM Recording Co.            |                                                                                  |
| Blues Singer                                                | 2003   | Silvertone                   |                                                                                  |
| Chicago Blues Festival 1964 (live)                          | 2003   | Stardust                     |                                                                                  |
| Jammin’ Blues Electric & Acoustic                           | 2003   | Sony                         | компилация от песни от Live: The Real Deal и Last Time Around - Live At Legends  |
| Live At the Mystery Club                                    | 2003   | Quicksilver                  | същия запис като Every Day I Have The Blues                                      |
| A Night of the Blues                                        | 2005   |                              | с Джуниър Уелс, същия запис като Every Day I Have The Blues                      |
| Bring 'Em In                                                | 2005   | Jive                         |                                                                                  |
| Can't Quit The Blues:Box Set                                | 2006   | Silvertone/Legacy Recordings |                                                                                  |
| Live: The Real Deal                                         | 2006   | Sony                         | с Джордж Едуард Смит и Saturday Night Live Band                                  |
| Goin' Home: A Tribute to Fats Domino                        | 2007   | Vanguard                     | с Джос Стоун и Dirty Dozen Brass Band, изпълняват „Every Night About This Time“. |
| Skin Deep                                                   | 2008   | Jive                         |                                                                                  |
| The Definitive Buddy Guy                                    | 2009   | Shout! Factory               |                                                                                  |
| Living Proof                                                | 2010   | Jive                         |                                                                                  |

### Статии в списания
- "Roll Hall of Fame 2005: Buddy Guy" Архив на оригинала от 2007-05-26 в archive.today Ролинг Стоун, 8 март 2005
- April 2005 interview Архив на оригинала от 2009-10-16 в Wayback Machine. Модерни китари
- Damn Right He's Buddy Guy[неработеща препратка] Ролинг Стоун, 22 маи 1998
- 1998 interview Архив на оригинала от 2006-06-17 в Wayback Machine. Китарен свят
- June 1996 interview Архив на оригинала от 2008-11-05 в Wayback Machine. Китарни техники
- July 1996 interview Архив на оригинала от 2008-10-10 в Wayback Machine. Total Guitar
- The Blues Are the Truth Архив на оригинала от 2007-10-16 в archive.today Ролинг Стоун, 28 септември 1968
- Down Home With Buddy Guy Архив на оригинала от 2018-12-21 в Wayback Machine. „Seventh Hour Blues Magazine“ 2006
- Seattle Times article: Hendrix 2004 tribute concerts
- Articles: Historic Legends of Blues Concert at Lincoln Center Jan. 28, 2005 Архив на оригинала от 2009-06-29 в Wayback Machine.
- Article: Hendrix 60th birthday tribute concert Архив на оригинала от 2008-06-29 в Wayback Machine.